# Taylor Mitchell
Taylor Mitchell, née le 27 août 1990 et morte le 28 octobre 2009, est une chanteuse et auteure-compositrice de country folk originaire de Toronto. Son premier et seul album, For Your Consideration, a reçu des critiques encourageantes,. À la suite d'un programme de représentations estivales chargé, qui comprenait une apparition en tant que jeune artiste au Winnipeg Folk Festival, Taylor a entrepris une tournée dans l'est du Canada. Elle est décédée à l'âge de 19 ans de blessures et de pertes de sang après que des coyotes l'aient mutilée pendant qu'elle marchait dans le sentier Skyline du Parc national des Hautes-Terres-du-Cap-Breton,. Sa mort est la seule attaque mortelle connue de coyote sur un adulte, ainsi que la seule attaque mortelle connue de coyote sur un humain au Canada. Cela a choqué les experts et a mené à une réévaluation du risque pour les humains du comportement prédateur des coyotes,,.
Taylor Mitchell est inhumée au cimetière Greenwood à Owen Sound, en Ontario.